# تایوان گلدن بی

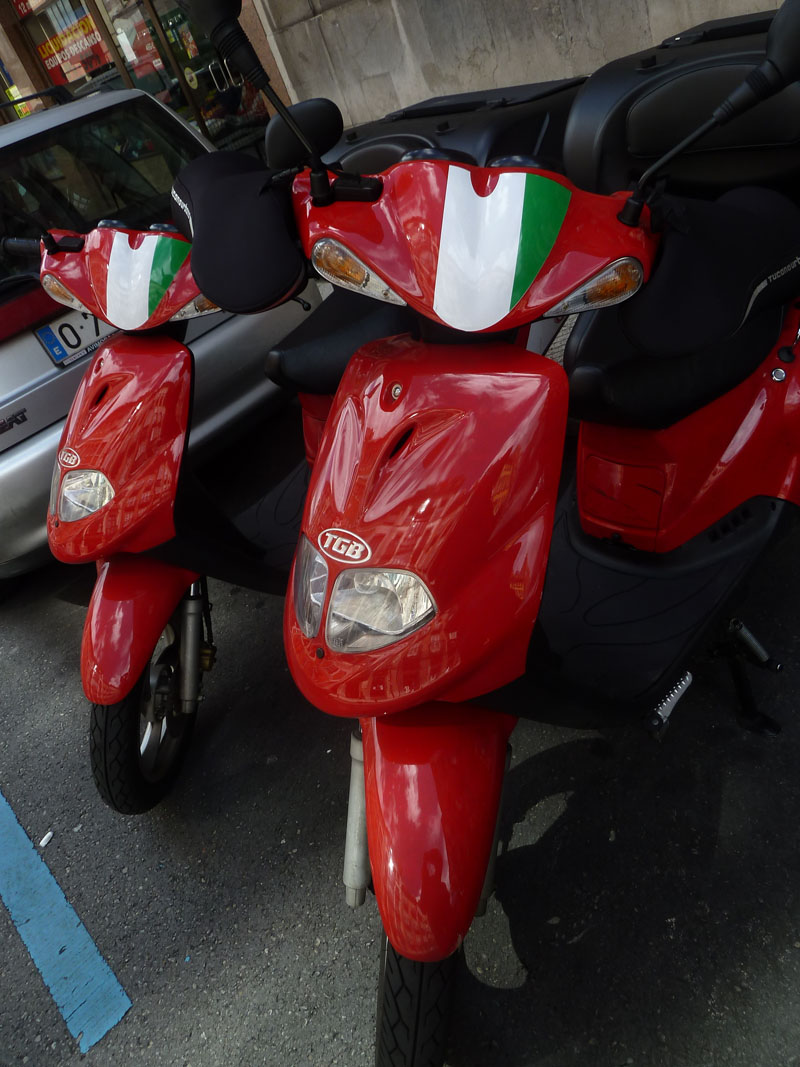
موتور تایوان گلدن بی

تایوان گلدن بی (انگلیسی: Taiwan Golden Bee) شرکت موتورسیکلت‌سازی تایوانی است، که در سال ۱۹۷۸ تأسیس شد.